# Passacaglia in re minore
La passacaglia in re minore BuxWV 161 è una composizione per organo di Dietrich Buxtehude. Il lavoro, uno dei suoi più importanti, influenzò la composizione della passacaglia e tema fugato in do minore BWV 582 di Johann Sebastian Bach.

## Storia
La passacaglia di Buxtehude è giunta fino al XXI secolo grazie a una sola fonte, il cosiddetto Andreas-Bach-Buch, compilato da Johann Bernhard Bach il Giovane (1700-1743), nipote di Johann Sebastian. Nello stesso libro sono raccolti altri pezzi in ostinato di Buxtehude: le due ciaccone (BuxWV 159 e 160) e il preludio in do maggiore BuxWV 137, che contiene una breve ciaccona.
La data di composizione della passacaglia è sconosciuta. Il musicologo Michael Belotti sostiene che possa essere stata composta dopo il 1690. Kerala Snyder, sulla base della struttura complessiva della composizione, la considera un lavoro posizionabile negli anni della maturità di Buxtehude.

## Struttura
La composizione è in 3/2 e l'ostinato è composto da quattro battute. Ci sono quattro sezioni, che spaziano in tre tonalità. La prima sezione è in re minore (la tonica), la seconda è in fa maggiore (la relativa maggiore) e la terza è in la minore (la dominante), per poi tornare al re minore. Le varie sezioni sono connesse da modulazioni. Ciascuna sezione contiene sette variazioni sulle sette note dell'ostinato.
L'interesse di Buxtehude per la numerologia, tipico dell'epoca, si manifesta nell'intricata struttura della passacaglia. I numeri quattro e sette sono infatti il fondamento dell'intera composizione. L'ostinato è composto da sette note e comprende quattro battute (7 × 4 = 28). Ci sono quattro sezioni, ciascuna lunga ventotto battute.
Questi aspetti numerici hanno affascinato gli studiosi, i quali hanno avanzato diverse ipotesi sulla loro interpretazione. Il musicologo Piet Kee accomuna il ciclo di variazioni della passacaglia a quello lunare: la somma delle variazioni, infatti, riproduce con esattezza i giorni del ciclo lunare. Secondo Kee, Buxtehude, che compose anche una perduta raccolta di sette suite dedicate ai sette corpi celesti all'epoca conosciuti, intitolata Die Natur, oder Eigenschaft der Planeten, potrebbe essersi ispirato al grande orologio astronomico posto all'interno della Marienkirche di Lubecca, distrutto nel 1942.
Philipp Spitta trattò alcune composizioni di Buxtehude all'interno della sua biografia su Bach del 1873, facendo presente che «per bellezza e importanza, (le composizioni in ostinato di Buxtehude) hanno la precedenza su qualsiasi altro lavoro dell'epoca, e sono al primo posto fra le opere di Buxtehude». L'opinione di Spitta era condivisa anche da Johannes Brahms.
La passacaglia di Buxtehude è citata anche da Hermann Hesse nel suo romanzo Demian.

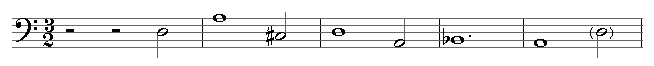
L'ostinato.